# Galgamácsa
Galgamácsa là một thị trấn thuộc hạt Pest, Hungary. Thị trấn này có diện tích 43,31 km², dân số năm 2010 là 1987 người, mật độ 46 người/km².